# Allium parishii
Espèce
Classification APG III (2009)
Statut de conservation UICN

 VU  : Vulnérable
Allium parisii est une espèce peu commune d'oignon sauvage de la famille des Amaryllidacées connue sous le nom commun « oignon de Parish ». Il est originaire du désert de Mojave et du désert de Sonoras de la Californie (San Bernardino, Riverside, et Comté de San Diego) et d'Arizona (Comté de Yuma et Comté de Mohave). Il pousse sur des pentes rocheuses sèches et ouvertes à des altitudes de 900 à 1 400 m,.

## Description
Allium parisii pousse à partir d'un bulbe brun rougeâtre d'un peu plus d'un centimètre de long et produit une hampe florale atteignant environ 25 centimètres de haut. Il y a une seule feuille cylindrique qui est généralement plus longue que la tige. L'ombelle contient jusqu'à 25 fleurs rose pâle à nervures foncées avec des tépales étroits d'un à deux centimètres de long. Les anthères et le pollen sont jaunes,,.